# Cleo
«Cleo» — щомісячний феміністичний журнал, який виходив в Австралії, Новій Зеландії, Південній Африці, Малайзії, Сингапурі, Таїланді, та Індонезії з 1972 по 2016 рік. Націлений на старшу аудиторію, ніж, наприклад, австралійській «Dolly», журнал досліджував теми балансу життя-роботи, тиску шлюбу та виховання дітей, абортів, контрацепції, освіти жінок, домашнього насильства,зґвалтування, секс-іграшки, сексуальні фантазії, оргазм та лесбійство. Журнал мав свій конкурс для чоловіків «CLEO Bachelor of the Year», у 1994 році вперше опублікувавши фото оголених чоловіків. Останній номер в Австралії вийшов у березні 2016.

## Історія
Запущений в листопаді 1972 під редакцією Іти Баттроуз, журнал «Cleo» став одним із найбільш іконічних заголовків внаслідок свого спірного матеріалу, який включав перші вклейки з фотографіями оголених чоловіків та детальні поради про секс.
Згідно з філософією редакції журналу: «Cleo розуміє жінок і прагне тримати ідеальний баланс, пропонуючи яскравий, бетурбовний тон та естетизм без ухиляння від більших серйозних питань, які є важливими для наших читачок».
У червні 2004 обіг становив 53,221 копій на місяць. У вересні 2014 кількість читачок була 173,000.
Вебсайт «Cleo» успішно підтримує бренд онлайн, маючи 300,000 відвідувань щомісячно. Окрім цього, Beauty Bites, цифровий додаток «Cleo», пропонує інтерактивний компонент для технологічно налаштованих читачок, який включає відео туторіали серії how-to, поради експертів та матеріали, який публікує сама аудиторія.
20 січня 2016 медіагрупа Bauer анонсувала, що березневий випуск «Cleo» буде останнім.

### Запуск журналу
В ранніх 1970-х журналістки та редакторки Іта Баттроуз та Керрі Пакер успадкували Australian Consolidated Press (ACP), який на той час був найбільш впливовим видавничим будинком. Жінки створили новий та виразний австралійський жіночий журнал, який став миттєвою сенсацією. «Cleo» був змодельований на прикладі «Cosmopolitan». Перший випуск був опублікований в листопаді 1970, того ж місяця, коли до влади в Австралії прийшов прем'єр-міністр Гоф Вітлем.
В першотворному рекламному відео для «Cleo» Іта Баттроуз прокоментувала створення журналу як «швидку зміну особистості австралійської жінки». В еру соціальних та політичних змін, «Cleo» заповнив нішу для жінок у віці від 20 до 40, які цікавилися більш ніж рецептами, порадами по в'язанню та новинами про королівські родини та їх весілля, що на той час покривав журнал «Australian Women's Weekly».
Політично «Cleo» дотримувався провокаційного, але не агресивного характеру в своїй журналістиці. Поруч зі статтями про груповий секс, контрацептиви, «щасливих повій» та першої фотографії оголеного чоловіка в рубриці «Mate of the Month» (актор Джек Томпсон), існували також статті та поради про те, як бути сексуальною домогосподаркою. Через серйозний контраст із іншими глянцевими журнали, Іта Баттроуз взяла на роботу до редакції письменника Нормана Мейлера.
За два дні були продані всі 105,000 копій першого випуску. За перший рік існування обіг читачів досяг 200,000. В 1974, коли журнал провів перше національне читацьке опитування, цифри показали, що 30 % жінок віком між 13 та 24 читають «Cleo» кожного місяця.

## «Cleo» як популяризація фемінізму
Журнал посприяв активному розвитку фемінізму через свої випуски.
Іта Баттроуз та її персонал підтримували безліч принципів, які стосувалися жіночого та сексуального визволення. Проте політика поширення фемінізму була скоріше ліберальною, ніж радикальною. У першому редакційному листі 1972 року Іта Баттроуз описала, хто саме на її думку читає «Cleo»: «Ви розумна жінка, яка цікавиться всім, що відбувається навколо. Та, яка хоче надзвичайно багато від життя. Як і ми, деякі аспекти жіночого визволення закликають вас до дій, але не до агресивної поведінки при цих діях».
Феміністичний тон та ідеї превалювали на сторінках «Cleo» крізь всі 1970-ті. Кожен місяць випускалися статті з таких тем: баланс життя-роботи, тиск шлюбу та виховання дітей, аборти, контрацептиви, освіта для жінок, домашнє насильство та зґвалтування. «Знаменитості, яких інтерв'ював „Cleo“ є жінками, які досягли успіху в політиці, бізнесі та культурі».
Таким чином кожного дня жінки отримувала знання та розуміння фемінізму через сторінки журналу. «Cleo» допоміг створити публічну сферу фемінізму, відкриті двері для дискусій про нові ідеї для сучасної жінки, які наразі вже сприймаються як норма.

### «Cleo» у сексуальній революції
Журнал проштовхував межі мейнстримовської публіцистики своїми статтями на теми про секс-іграшки, сексуальні фантазії, оргазм, лесбійство та контрацептиви. Іта Баттроуз відкликалася щодо цих статей наступним чином: «Ми пишемо про секс так, наче самі ж його і відкрили».
«Cleo» став першим австралійським журналом, в якому опублікували вклейки із фотографіями оголених чоловіків у їх рубриці Mate of the Month. Іта Баттроуз гадала, що це буде лише разовим штрихом, проте з часом ця рубрика стала головним компонентом, який зробив «Cleo» таким популярним. Іншими моделями були актори Елбі Мангельс, Ерік Олдфлд, Пітер Бласіна та гурт Skyhooks. Останню фотографію напівоголеним Мелом Гібсоном опублікували в 1985.
Дослідниця ЗМІ Університету Сіднея Меган Ле Машуріер описала феномен із фотографіями як стимул для популяризації феміністичних бажань. Мета вклейок була направлена на зміну традиційного сприйняття чоловіків як тих, хто споглядає, а жінок як тих, на кого дивляться. Показ оголених чоловіків надав жінкам можливість відчути себе на активній стороні сексуальності. Оголені чоловіки нагадали, що жінки можуть і мають отримувати задоволення від сексу, та підтвердили їх права говорити про секс.